# Jim Bludso
Jim Bludso er en amerikansk stumfilm fra 1917 af Tod Browning og Wilfred Lucas.

## Medvirkende
- Wilfred Lucas som Jim Bludso.
- Olga Grey som Gabrielle.
- Georgie Stone som Breeches.
- Charles Lee som Tom Taggart.
- Winifred Westover som Kate Taggart.